# Kōsa (monaco buddista)
Kōsa (光佐?; 20 febbraio 1543 – 27 dicembre 1592) è stato un monaco buddista giapponese.
Conosciuto anche come Hongan-ji Kennyo (本願寺 顕如?), fu l'undicesimo capo dello Hongan-ji a Kyoto, e abate principale dell'Ishiyama Hongan-ji, cattedrale-fortezza degli Ikkō-ikki durante la fine del periodo Sengoku. 

## Biografia
Nel 1570 Takeda Shingen, parente di Kōsa attraverso matrimoni combinati, non affrontò uno ma tre principali rivali: Oda Nobunaga, Tokugawa Ieyasu e Uesugi Kenshin. Chiese aiuto a Kōsa per persuadere gli Ikkō-ikki (chiamati anche "monto") della provincia di Kaga per insorgere contro Uesugi Kenshin. Diversi anni più tardi, dopo la morte di Shingen, Kōsa si assicurò l'aiuto del clan Mōri nel combattere Oda Nobunaga e nel difendere le linee di rifornimento di Hongan-ji dal blocco creato durante la campagna contro gli Ikki.
L'assedio di Ishiyama Hongan-ji iniziò nel 1570 e fu il più lungo assedio della storia giapponese. La fortezza era difficile da attaccare, e la flotta del clan Mōri difese le linee di rifornimento per diversi anni. Kōsa (e i Mōri) chiesero aiuto sia a Takeda Katsuyori (figlio di Shingen) che a Uesugi Kenshin, così come ad altri eserciti Ikkō di altre province, per attaccare Nobunaga, alleviando la pressione dell'assedio. 
Ma né Takeda né Uesugi risposero alla sua chiamata. Quando Nobunaga attaccò la fortezza con 30.000 soldati, i monaci risposero con 15.000 difensori; Nobunaga quindi si rivolse ad attaccare gli alleati di Kōsa, i clan  Asakura e Azai, oltre ad altri avamposti di monaci Ikkō-ikki nelle province vicine. Kōsa scrisse una lettera disperata ai seguaci Ikki nelle province di Musashi e Sagami chiedendo loro di inviare rifornimenti e rinforzi. Le provviste della fortezza erano quasi esaurite e i loro avamposti furono quasi tutti distrutti nel 1580. Nobunaga ordinò all'abate di evacuare la fortezza e di andarsene a Osaka. Kōsa partì per la provincia di Kii sperando di raccogliere rinforzi. Lasciò il figlio a capo della fortezza, che si arrese dopo che un messaggero imperiale arrivò con una richiesta ufficiale dell'Imperatore. La fortezza fu misteriosamente bruciata dopo che i monaci lo abbandonarono.
Nonostante questa sconfitta Kōsa rimase devoto agli Ikki e all'idea di ricostruire una fortezza centrale. Cominciò ad arruolare l'aiuto di vari Ikki per aiutare Toyotomi Hideyoshi al fine di ottenerne il favore.
Nel 1583, Kōsa mandò i guerrieri Ikki a combattere Shibata Katsuie per Hideyoshi, e nel 1587 mandò messaggeri nell'isola di Kyūshū chiedendo ai capi Ikki di agire come guide per l'esercito di Hideyoshi nella provincia di Satsuma.
Nel 1589 Hideyoshi ringraziò Kōsa con la concessione di costruire un nuovo Hongan-ji. Il sito era il santuario del patriarca Shinran a Kyoto; fu spostato nel 1591 e ora è conosciuto come Nishi Hongan-ji.